# Långö, Västerviks kommun

Långö är en ö i Loftahammars socken, Västerviks kommun, norr om Vinökalv utanför Vinös östkust. Ön har en yta på 35 hektar.
Långö tillhörde tidigare Lilla Rätö och användes för bete och slåtter. Ön kallades tidigare även Läggerna, och bestod av tre öar som senare av landhöjningen vuxit ihop. Omkring 1800 fick ön bofast befolkning då en gård anlades på ön. 1939 lades åkerbruket ned, och ön avfolkades. Den gamla stugan från 1800 som ännu är bevarad fungerade därefter som fritidshus fram till 2001 då ån åter fick bofast befolkning. På ön har även brytning av röd granit förekommit.